# 大函丸 (2代)
大函丸（だいかんまる）は、大間町が保有、津軽海峡フェリーが運航するフェリー。

## 概要
ばあゆの代船として内海造船瀬戸田工場で建造され、2013年4月18日に就航した。
航路維持のため大間町が所有し、津軽海峡フェリーが運航する公設民営方式となっている。建造費約26億円のうち、青森県が5億円を負担、残り21億円は鉄道建設・運輸施設整備支援機構から5億円の融資を受けた大間町が負担した。
本船の就航に合わせて大間港に新フェリーターミナルが整備され、ボーディングブリッジによる乗船となった。バリアフリーに対応したトイレ及び客室を有する。
船名は1964年に日本初の外洋カーフェリーとして津軽海峡フェリーの前々身である道南海運の函館 - 大間航路に就航した「大函丸」（たいかんまる）から名付けられた。

## 船内
船室
- ファーストシート - フットレスト付リクライニングシート席
- カジュアルシート - リクライニングシート席
- スタンダード - カーペット席、女性専用区画あり
- バリアフリールーム - ベンチシート[2]

公室
- 案内所
- 売店
- フリースペース - 大間町の特産であるマグロをモチーフとした黒いテーブルや、漁業に関連した浮きや大漁旗をモチーフとした装飾を施した[2]。